# Gandong (Bandung)
Gandong is een bestuurslaag in het regentschap Tulungagung van de provincie Oost-Java, Indonesië. Gandong telt 2882 inwoners (volkstelling 2010).